# (32406) Tracyhughes
2000 RE1 (asteroide 32406) é um asteroide da cintura principal. Possui uma excentricidade de 0.05720990 e uma inclinação de 0.99517º.
Este asteroide foi descoberto no dia 1 de setembro de 2000 por LINEAR em Socorro.